# محبات الليل
محبات الليل (الاسم العلمي: Nocticolidae)، فصيلة صغيرة من رتبة الصرصوريات. تتكون من 32 نوعًا معروفًا ضمن 9 أجناس. توجد في إفريقيا وآسيا وأستراليا. يعيش معظمها في موائل الكهوف، على الرغم من أن القليل منها يرتبط بالنمل الأبيض. تُعرف الأنواع المتكيفة مع الكهوف من الكهرمان البورمي السينوماني القديم، مما يجعلها أقدم الكائنات الكهفية الموجودة.

## الأجناس
- Alluaudellina Chopard, 1932
- Cardacopsis Karny, 1924
- Cardacus Strand, 1928
- Metanocticola Roth, 1999
- محب الليل Bolívar, 1892
- Pholeosilpha Chopard, 1958
- Spelaeoblatta Bolívar, 1897
- Typhloblatta Chopard, 1924
- Typhloblattodes Chopard, 1946
- Crenocticola[3] Li and Huang, 2019 Burmese amber, Cenomanian
- Mulleriblattina[2] Sendi et al, 2020 Burmese amber, Cenomanian